# Kasugai
Kasugai (春日井市, Kasugai-shi) är en japansk stad i prefekturen Aichi på den centrala delen av ön Honshu. Den har lite mer än 300 000 invånare. Staden är belägen strax norr om Nagoya och ingår i denna stads storstadsområde. Kasugai fick stadsrättigheter 1 juni 1943 och har sedan 2002
status som speciell stad (japanska: 特例市?, Tokureishi) enligt lagen om lokalt självstyre.

### Noter

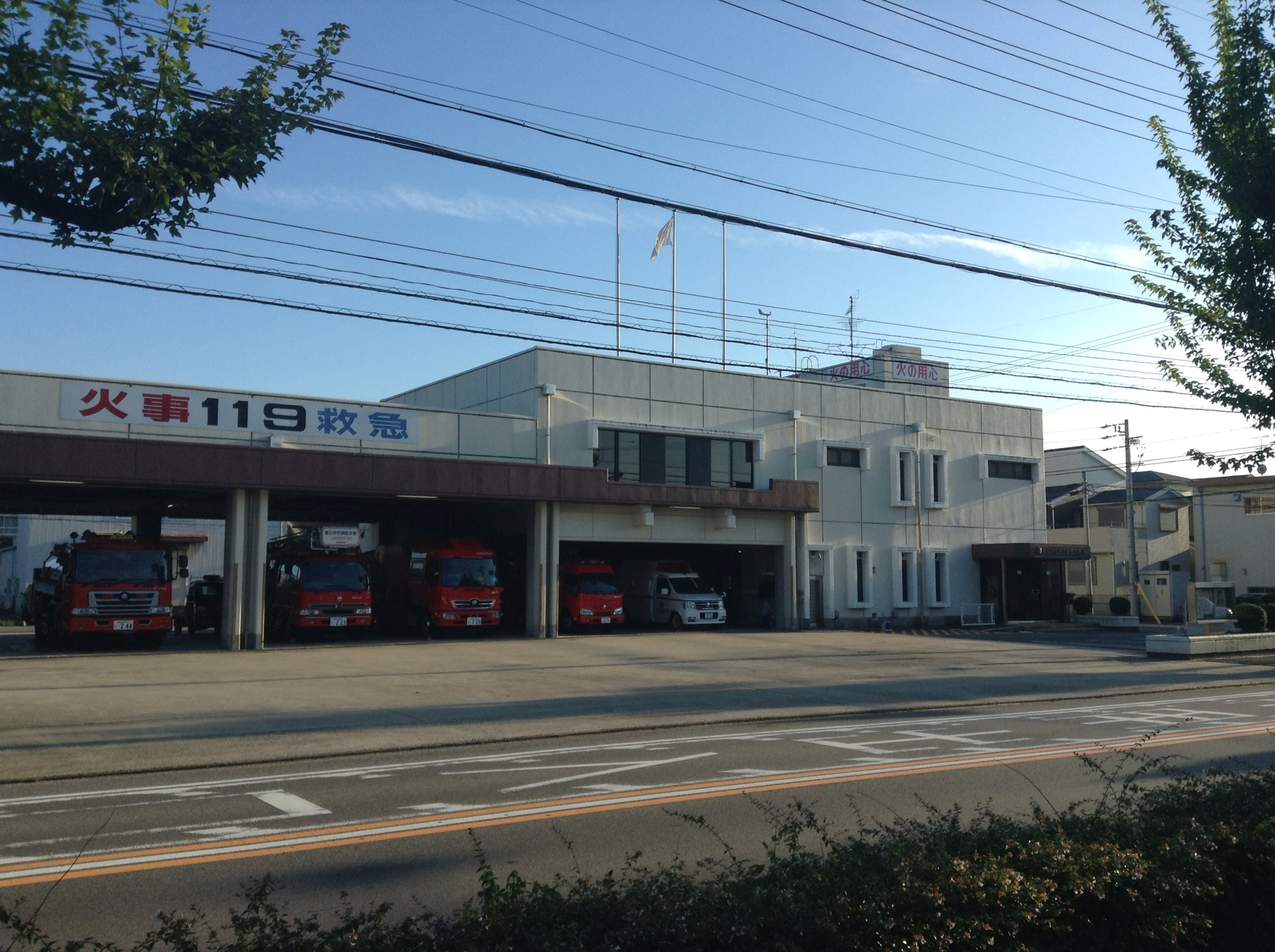
Brandstation i Kasugai